# Printemps silencieux
Printemps silencieux (titre original : Silent Spring) est un livre écrit par la biologiste Rachel Carson et publié aux États-Unis par Houghton Mifflin en septembre 1962. Ce livre est connu pour avoir contribué à lancer le mouvement écologiste dans le monde occidental.
Quand Printemps silencieux fut publié, Rachel Carson était déjà connue pour ses écrits sur l'histoire naturelle, mais n'était pas encore connue pour son rôle de critique sociale. Le livre, dont de larges extraits parurent dans quatre numéros consécutifs spéciaux du New Yorker intitulés Printemps silencieux, fut un succès (surtout après sa sélection au « Livre du Mois (en) » et le soutien du juge de la Cour Suprême William O. Douglas). Il resta dans la liste des bestsellers du New York Times pendant plusieurs semaines et provoqua une prise de conscience par le public des problèmes liés aux pesticides et à la pollution de l'environnement. Printemps silencieux contribua à l'interdiction du pesticide dichlorodiphényltrichloroéthane (DDT) aux États-Unis en 1972.
L'ouvrage traite des effets négatifs des pesticides sur l'environnement, et plus particulièrement sur les oiseaux. Rachel Carson déclarait que le DDT s'avérait être la cause de l'apparition de coquilles d'œufs plus fines chez les oiseaux, et qu'il occasionnait une hausse de la mortalité ainsi que des problèmes de reproduction. Elle accusait également l'industrie chimique de pratiquer la désinformation, et les autorités publiques de répondre aux attentes de l'industrie chimique sans se poser de questions.
Printemps silencieux apparaît dans de nombreux classements des meilleurs œuvres littéraires hors-fiction du XXe siècle. Il est classé 5e dans la liste Modern Library des meilleurs écrits non romanesques du XXe siècle ; et 78e dans le classement de la revue conservatrice National Review. Plus récemment, Printemps silencieux fut déclaré comme faisant partie des vingt-cinq plus grands ouvrages de tous les temps par l'éditeur du Discover Magazine.
Une suite lui fut donnée dans Beyond Silent Spring, un ouvrage coécrit par Helmut Fritz van Emden (en) et David Peakall et publié en 1986.

## Contenu
Le livre décrit les pesticides et analyse la manière dont leur utilisation non contrôlée peut entraîner une mortalité collatérale non seulement chez les animaux, en particulier les oiseaux, mais aussi chez les humains. Rachel Carson y soutient que les pesticides devraient être renommés biocides, en raison de leur effet létal sur d'autres organismes que ceux ciblés. Le titre évoque un printemps où l'on n'entendrait pas le chant des oiseaux parce qu'ils seraient tous morts à cause des pesticides. Ce titre a été inspiré par un poème de John Keats, La Belle Dame sans merci, qui contient les vers : « The sedge is wither'd from the lake, And no birds sing »,  ce qui signifie en français : « La laîche est fanée près du lac, et nul oiseau ne chante ».

## Soutien
Le professeur d'histoire Gary Kroll (en) fit observer que « Printemps silencieux de Rachel Carson a joué un grand rôle dans l'établissement de l'écologisme comme « sujet subversif », c'est-à-dire comme une vision allant à l'encontre du matérialisme, du scientisme, et du contrôle de la nature par la technologie ».
Dans son ouvrage Les grands textes fondateurs de l'écologie, Ariane Debourdeau[réf. incomplète] rappelle que, selon Al Gore, Printemps silencieux est l'alter ego de La Case de l'oncle Tom en ce qui concerne l'impact que l'ouvrage a pu avoir sur la société américaine. Mais contrairement à l'esclavage, qui a été aboli, la crise environnementale ne fait que croître malgré l'interdiction du DDT.
Le magazine Time a déclaré dans une publication de 1999, qu'environ un an après la publication de Printemps silencieux, « tous les critiques de Carson, excepté ceux qui servaient leurs propres intérêts, cherchèrent très vite un terrain plus sûr. Par leur ignoble campagne destinée à réduire les protestations d'une courageuse scientifique à un simple problème de relations publiques, les intérêts de l'industrie chimique n'ont fait qu'éveiller plus encore la conscience du public. »
Carson a clairement fait comprendre qu'elle ne préconisait pas l'interdiction totale des pesticides utiles, mais qu'elle encourageait au contraire une utilisation prudente et responsable qui tiendrait compte de l'impact des produits chimiques sur tout l'écosystème. Toutefois, certains de ses détracteurs affirmèrent qu'elle demandait l'élimination de tous les pesticides.

## Impact international
Printemps silencieux fut vendu à plus de deux millions d'exemplaires dans le monde. Le livre a été interdit en Chine pendant la révolution culturelle. L’œuvre contribua à la création de l'Agence américaine de protection de l’environnement en 1970 et à l'interdiction du pesticide dichlorodiphényltrichloroéthane (DDT) aux États-Unis en 1972. Elle sema aussi les graines du mouvement écologiste. L'écologiste québécois Henri Jacob a d'ailleurs entamé ses longues années de militantisme à la suite de sa lecture. 
Printemps silencieux apparaît dans de nombreux classements des meilleures œuvres littéraires hors-fiction du XXe siècle. Il est classé cinquième dans la liste Modern Library des meilleurs écrits non romanesques du XXe siècle ; et 78e dans le classement de la revue conservatrice National Review. Plus récemment, Printemps silencieux fut déclaré comme faisant partie des 25 plus grands ouvrages de tous les temps par l'éditeur du Discover Magazine.
Dans son tableau The Last Leaf of Rachel Carson, la peintre féministe et environnementale Luchita Hurtado rend hommage à Carson et à son livre Printemps silencieux.
Une exposition virtuelle est dédiée depuis 2012 sur le site de l'Environment & Society Portal, au livre de Rachel Carson, Printemps silencieux et à son impact dans la société et la culture.

## Traduction française
- Rachel Carson, Printemps silencieux, avec une préface du Professeur Roger Heim, Plon, 1963 ; réédition avec une préface d'Al Gore, Marseille, Wildproject, coll. « Domaine sauvage », 2009  (ISBN 978-2918490005), réédition 2011  (ISBN 978-2918-490098), réédition 2012, réédition 2014  (ISBN 978-2918-490272), rééd. 2022  (ISBN 2381140417)
- Rachel L. Carson, Le Printemps silencieux, (trad. Jean-François Gravand, préf. Roger Heim), Plon, Livre de poche no 2378), 1968.